# أرشيبالد ماكندو
السير أرشيبالد ماكندو Archibald McIndoe (بالإنجليزية: Archibald McIndoe)‏ جراح تعويضى عمل في سلاح الجو الملكى خلال الحرب العالمية الثانية، وقد طور بشكل كبير وساعد على علاج حروق رجال الطيران التي أصيبوا بها في الطائرات التي كانت تهوى محترقة أو التي كانت تصاب بنيران العدو.

## حياته
ولد أرشيبالد ماكندو في 4 مايو عام 1900 م بمدينة ديوندين بنيوزيلندا، لأسرة مكونة من أربعة أفراد، والده جون ماكندو كان صاحب مطبعة وامه كانت فنانة، وقد تزوج ماكندو من أدونيا أتكين وقد أنجب منها أبنتين.
التحق أرشيبالد ماكندو بمدرسة الطب في أوتاجو Otao Medical School، ثم منح ميدالية لتفوقه في الجراحة، وفي عام 1924 ذهب في بعثة دراسية إلى مستشفى مايو كلينيك بالولايات المتحدة الأمريكية والتي حصل فيها على لقب الزمالة وعمل بها حتى رقى إلى مساعد كبير الجراحين حيث كان يقوم بعمليات جراحة البطن.
في عام 1929 زار ماكندو ابن عم له في بريطانيا هو السير هارولد ديلف جيلليس وهو من أوائل الجراحيين التعويضيين في بريطانيا، فبدأ بتعليم ماكندو كل ما يعرفه عن الجراحة التعويضية، وعمل الأثنان معا حتى عام 1939 وقد أصبح ماكندو محل تقدير في الجراحة التعويضية.
في عام 1939 عين ماكندو مستشارا في الجراحة التعويضية لسلاح لجو الملكى عند نشوب الحرب العالمية الثانية وعمل بمستشفى كوين فيكتوريا، قام ماكندو بعلاج أكثر من 2000 من رجال الطيران مصابين بحروق أصابت وجوههم إصابات بالغة فكانت تقتضى ما بين 15 إلى 50 عملية جراحية لكل مريض وفترة علاج تمتد إلى ثلاث سنوات.
في عام 1947 منح أرشيبالد ماكندو لقب سير تقديرا وعرفانا لعمله القيم خلال الحرب العالمية.

## تدهور صحته
قام ماكندو بالعديد من الأنشطة والمجهودات التي أدت إلى تدهور صحته وضعف بصره حيث ساهم في جمع اكتتاب قيمته 36000 جنيه لإقامة عنبر خاص في مستشفى إيست جرينستيد، وأصبح نائبا للرئيس في جمعية لدراسة التنويم المغنطيسي، كما حث البرلمان على تغيير قانون التشريح لتمكين الأفراد من ترك عيونهم للمكفوفين.
وفي العام 1957 أنتخب نائب لرئيس كلية الجراحين الملكية، ثم سافر إلى أسبانيا لعمل عملية جراحية في عينه، وبعد عودته تدهورت صحته أكثر مع انغماسه في أنشطته حتى توفى في 12 أبريل عام 1960.
في 22 مارس عام 1961 قامت وزارة الصحة البريطانية بإطلاق اسم أرشيبالد ماكندو على أحد أقسام مستشفى كوين فيكتوريا تخليدا له، والذي تحول الآن إلى مؤسسة ماكندو للأبحاث.